# Лінь Юе
Лінь Юе  (кит.: 林跃, 24 липня 1991) — китайський стрибун у воду, дворазовий олімпійський чемпіон.

## Виступи на Олімпіадах
| Олімпіада   | Дисципліна                | Місце |
| ----------- | ------------------------- | ----- |
| Пекін 2008  | синхронні стрибки з вишки | 1     |
| Лондон 2012 | стрибки з вишки           | 6     |
| Ріо 2016    | синхронні стрибки з вишки | 1     |